# Powódź w Korei Północnej (2012)
Powódź w Korei Północnej – powódź w 2012 roku w Korei Północnej. Przyczyną powodzi były gwałtowne opady. W jej wyniku  zginęło co najmniej 200 osób.

## Obszar
Największe szkody powódź wyrządziła w prowincji Kangwŏn oraz w mieście Anju w prowincji P’yŏngan Południowy. Powodzie objęły także Hamgyŏng Południowy.

## Ofiary
W dniach 23-24 lipca w wyniku powodzi zginęło co najmniej 20 osób, a ok. 100 osób zostało rannych. W powiecie Sŏngch’ŏn spadło ponad 450 litrów deszczu na metr kwadratowy. W wyniku  opadów zostało zniszczonych ok. 5000 domów.
Do końca lipca  około 60 tys. ludzi zostało bez dachu nad głową. Doszczętnie zniszczonych zostało około 4800 hektarów upraw (spośród 25 700 hektarów, które znalazły się pod wodą).
Do 4 sierpnia liczba ofiar wzrosła do 169. Woda zniszczyła doszczętnie ponad 8 tys. domów, zaś ok. 212 tys. ludzi zostało bez dachu nad głową. Powierzchnia zniszczonych upraw wzrosła z 25 tys. hektarów do 65 tys. hektarów.

## Pomoc humanitarna
Na początku sierpnia rząd Korei Północnej poprosił ONZ o dostawy żywności i paliwa. Czerwony Krzyż przekazał 300 tys. dolarów na pomoc dla ofiar. Korea Południowa uzależniła swoją pomoc od podjęcia przez Północ działań w sprawie rozbrojenia atomowego. World Food Program przekazał poszkodowanym 108 ton żywności.
Ze względu na wcześniejsze susze oraz  powodzie, załamało się rozdzielanie przez rząd  racji żywnościowych. Rząd Korei Północnej odrzucił pomoc humanitarną z Południa.